# Somatina anaemica
Somatina anaemica är en fjärilsart som beskrevs av Louis Beethoven Prout 1914. Somatina anaemica ingår i släktet Somatina och familjen mätare. Inga underarter finns listade i Catalogue of Life.